# ام‌اس وانگانلا
ام‌اس وانگانلا (به انگلیسی: MS Wanganella) یک کشتی بود که طول آن ۱۴۴٫۵ متر (۴۷۴ فوت) بود. این کشتی در سال ۱۹۲۹ ساخته شد.